# كوتا شينزاتو
كوتا شينزاتو هو مغني جي بوب ياباني ولد في يوم 9 سبتمبر 1995 في طوكيو، أشتهر بأغنية Hands up الخاصة بافتتاحية أرك بانك هازارد في مسلسل الأنمي ون بيس.

## روابط خارجية
- كوتا شينزاتو على موقع ميوزك برينز (الإنجليزية)